# Комплексна дитячо-юнацька спортивна школа «Чемпіон»
50°24′35″ пн. ш. 30°39′18″ сх. д. / 50.409699562523° пн. ш. 30.654960104552° сх. д.
Комплексна дитячо-юнацька спортивна школа «Чемпіон» (КДЮСШ «Чемпіон») — позашкільний навчально-виховним заклад, що перебуває в комунальній власності територіальної громади м. Києва та підпорядкованим Головному управлінню по фізичній культурі та спорту виконавчого органу Київської міської ради.
Спортшкола знаходиться на території парку імені воїнів-інтернаціоналістів, займаючи біля парку біля половини території. Додатково на території парку зробили закриту автостоянку для автомобілів батьків юних футболістів. Місцеве населення району не опитували щодо згоди розташування школи на території парку. Розбудова почалась за часів президентства Януковича.

## Історія
Історія розвитку дитячо-юнацької спортивної школи сягає у 90-ті роки. 1990 року була відома як СДЮШОР-19.
Приблизно з середини 1990-х років починається активний розвиток школи, її інфраструктури, кадрового складу та чисельності її учнів. Спортивна школа мала період закриття і була відкрита 01 жовтня 2003 року у відповідності з Розпорядженням Київської міської державної адміністрації від 05.09.2003 року № 1664 під назвою Комплексна спеціалізована дитячо-юнацька школа Олімпійського резерву. В 2012 році під керівництвом директора Стрельніка А. Ф. була перейменована КДЮСШ «Чемпіон».
На сьогоднішній день КДЮСШ «Чемпіон» є відомою у всій країні та за її межами футбольною школою, команди якої є багатократними переможцями та призерами міських, загальнодержавних і міжнародних змагань. У музеї школи можна побачити величезну кількість різних кубків та нагород за здобуті перемоги. Тренери школи є висококласними фахівцями, що постійно вдосконалюють свій фаховий рівень, в тому числі при обміні досвідом з зарубіжними колегами. Спортивні споруди школи дають змогу повноцінного розвитку і становлення майбутніх футболістів та сильної, здорової молоді.

## Директори
- 2003  — по 2012  — Стрельніков А. Ф.
- 2012  — по 2013  — Коноплястий В. О.
- 2013  — досі — Панченко Вадим Васильович  (р. 1984), з дитячого віку займався футболом та грав у професіональній лізі до травми.

## Спортивна база
Спорт школа має власні спортивні споруди для проведення тренувань та ігор.

##### Розташовані за адресою м. Київ, вул. Вербицького 23
Біля парку Воїнів-інтернаціоналістів
- футбольне поле велике зі штучним покріттям.
- 5 футбольних полів малих розмірів з штучним покриттям.
- універсальну площадку.